# Низькотемпературна абсорбція
Низькотемпературна абсорбція (НТА) — один з низькотемпературних технологічних процесів переробки природних і нафтових газів. Процес НТА засновано на відмінності в розчинності компонентів газу в рідкій фазі при низьких температурах і подальшому виділенні видобутих компонентів в десорберах, які працюють за повною схемою ректифікації.
Технологічні схеми низькотемпературної абсорбції являють собою вдосконалені маслоабсорбційні установки (МАУ), що отримали розвиток по мірі збільшення потреби у вуглеводневій сировині, в яких для охолодження технологічних потоків разом з водяними (повітряними) холодильниками стали застосовувати спеціальні холодильні системи.
Ефективність роботи установки НТА в цілому та її окремих елементів залежить від набору та комбінації багатьох технологічних і конструктивних параметрів. Основними факторами, від яких залежить повнота видобування ключових елементів, є температура і тиск процесу, склад початкової сировини і вимоги до якості готової продукції, число теоретичних тарілок в абсорбері та десорбері, фізико-хімічні властивості абсорбенту та інші.
Комбінування технологічних і конструктивних параметрів установки НТА робить її досить універсальною — вона може бути використана для видобування етану і важких вуглеводнів з газів різних складу. Застосування схеми НТА дозволяє забезпечити видобування при порівняно помірному холоді етану до 40…50 %, пропану до 90…95 %, газового бензину — 100 %.